# Habitatge al carrer Sant Domènec, 7 (Castelló de Farfanya)
L'Habitatge al carrer Sant Domènec, 7 és una obra renaixentista de Castelló de Farfanya (Noguera) inclosa a l'Inventari del Patrimoni Arquitectònic de Catalunya.

## Descripció

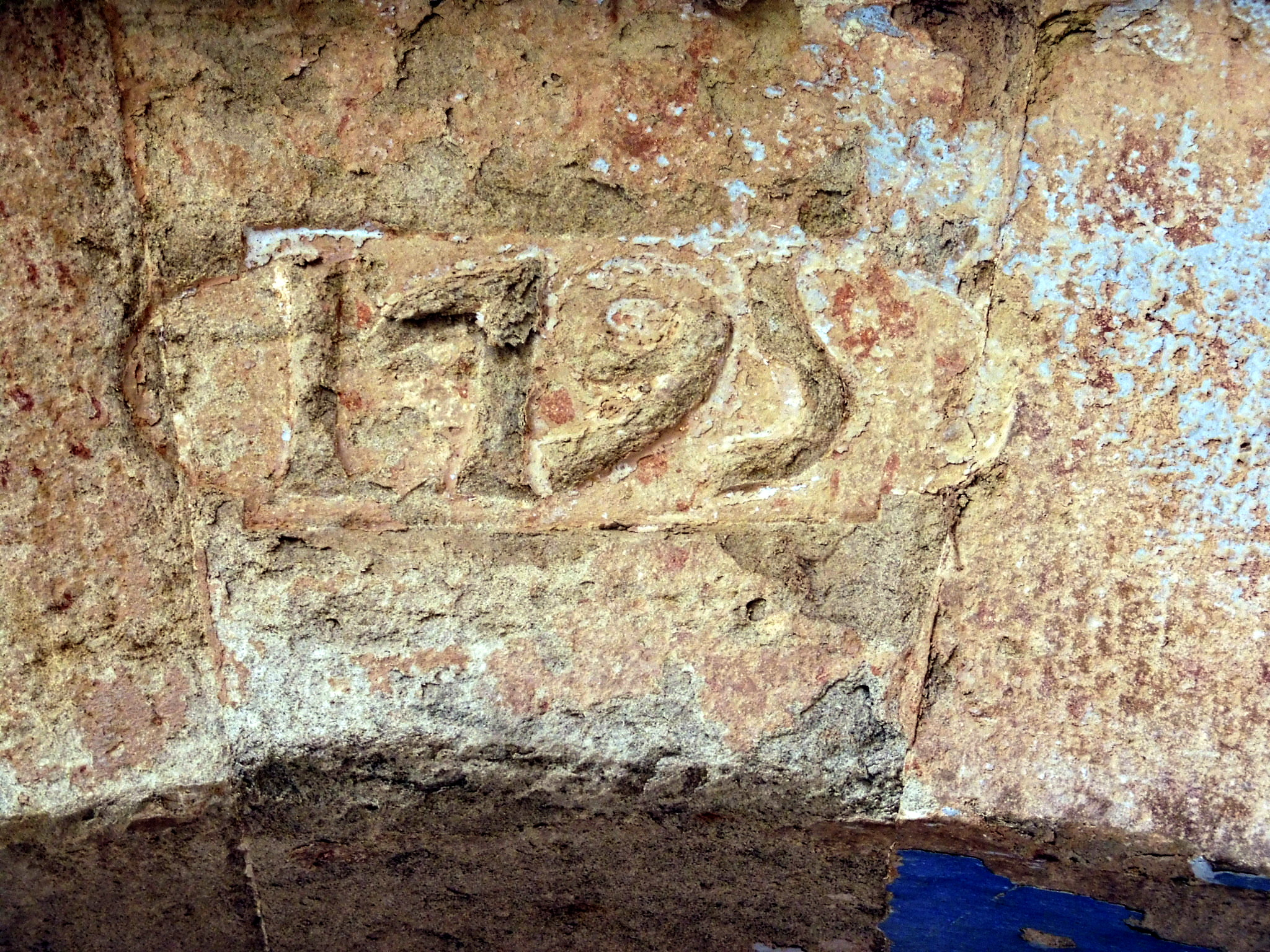
Clau de la portada

Casa de tres plantes i golfes. És construïda amb un sòcol de carreus de pedra i els pisos superiors a base de tapial. La porta presenta un arc de mig punt i és de pedra molt ben escairada. A la dovella central té esculpida la data 1795.
La part més significativa de la casa és la porta i la pròpia estructura i distribució, que és característica de les cases de poble de la zona.

## Història
Correspon a l'època en què la vila era sota el domini senyorial de la família Beaumont (Conestables de Navarra)-Alba (ducs d'Alba) [1596-1835].